# Polystachya pinicola
Polystachya pinicola är en orkidéart som beskrevs av João Barbosa Rodrigues. Polystachya pinicola ingår i släktet Polystachya och familjen orkidéer. Inga underarter finns listade i Catalogue of Life.